# Tat'jana Borodulina
Tat'jana Aleksandrovna Borodulina (in russo Татьяна Александровна Бородулина?; 22 dicembre 1984) è una pattinatrice di short track russa naturalizzata australiana.

## Biografia
Ha rappresentato la Russia ai Giochi olimpici invernali di Torino 2006, gareggiando nei 1000 metri e nei 1500 metri.
Ai Giochi di Vancouver 2010 ha gareggiato per l'Australia, concludendo ventunesima nei 500 metri, settima nei 1000 metri ed undicesima nei 1500 metri.
Si è qualificata per la Russia ai Giochi olimpici invernali di Soči 2014, dove ha preso parte a tutte le specialità dello short track femminile: 500 metri, 1000 metri, 1500 metri e staffetta 3000 metri.
Ha vinto la medaglia d'argento nella staffetta 3000 metri agli europei di Soči 2016.
Ai campionati europei di Dresda 2018 ha vinto la medaglia d'oro nella staffetta 3000 metri, con le connazionali Emina Malagich, Sof'ja Prosvirnova ed Ekaterina Efremenkova.

## Palmarès
- Campionati europei di short track

Soči 2016: argento nella staffetta 3000 m;
Dresda 2018: oro nella staffetta 3000 m;